# Réforme agraire en Équateur
Les tentatives de réforme agraire en Équateur se sont matérialisées par deux lois successives, en 1964 puis en 1973. Ces deux lois sont entrées en vigueur sous des gouvernements militaires (quadrumvirat en 1964, et gouvernement de Guillermo Rodríguez Lara en 1973).
Bien qu'insuffisante pour remplir ses objectifs affirmés de limiter le latifundio, d'améliorer la production agricole et les conditions de vie des paysans, la loi de 1964 a permis de libérer de nombreux paysans encore asservis sous le régime du huasipungo ainsi qu'à des paysans sans terre d'accéder à la propriété de petites parcelles de terre. La loi a toutefois eu également eu des conséquences négatives dont la prolifération de parcelles de terres trop petites pour nourrir ceux qui les cultivent, et des migrations massives de paysans vers les villes. Cette loi fixait des extensions maximales aux exploitations agricoles, à hauteur de 1800 ha dans la Sierra et 3500 ha dans la Costa .
La loi de 1973, en revanche, est axée prioritairement sur l'augmentation de la productivité sans s'attaquer à la répartition des terres ou à leur redistribution en faveur de ceux qui les travaillent effectivement. La loi ne reprend pas les limitations de superficie des exploitations introduites en 1964, privilégiant une formulation consistant à limiter totalement ou partiellement le droit de propriété sur les terres rurales qui ne remplissent pas leur fonction sociale. La loi stipule que le droit de propriété sur les terres rurales qui remplissent leur fonction sociale sera garanti par l'État. Un rapport général sur la réforme agraire édité par le Ministère de l'Agriculture mentionne que le dispositif de la loi de 1964 était plus adapté car il statuait directement sur l'expropriation et sur la redistribution sans s'attarder sur des définitions qui sont non seulement superflues mais en outre presque toujours imprécises et incomplètes. En ce sens, plus qu'une loi de réforme agraire, la loi de 1973 a donc été une loi visant à améliorer la productivité agricole du pays, en particulier en imposant la mise en valeur de toutes les terres et en incitant les grandes exploitations agricoles à se moderniser en adoptant des méthodes de gestion et d'exploitation réellement capitalistes.
La mise en œuvre des lois de 1964 et 1973 était à la charge de l'Institut équatorien de réforme agraire et de la colonisation (IERAC). Le bilan de ces lois de réforme agraire est en demi-teinte. Elles ont permis de largement mettre fin aux survivances de formes serviles de travail agricole (huasipungo etc.) et permis de poser les bases du capitalisme agricole moderne en Équateur, mais elles n'ont que peu bénéficié aux couches les plus pauvres et les plus marginalisées de la société rurale.